# Slow Down (Douwe-Bob-Lied)
Slow Down ist ein Lied des niederländischen Sängers Douwe Bob. Er hat mit dem Lied die Niederlande beim Eurovision Song Contest 2016 vertreten. Es wurde von Douwe Bob, Jan Peter Hoekstra, Jeroen Overman und Matthijs van Duijvenbode geschrieben und am 5. März 2016 veröffentlicht.

## Hintergrund
Am 20. September 2015 wurde in den niederländischen Medien berichtet, dass Douwe Bob die Niederlande beim Eurovision Song Contest 2016 in Stockholm vertreten wird. Dies bestätigte der Sänger zwei Tage später bei einem Interview. Slow Down wurde am 5. März 2016 inklusive eines Musikvideos veröffentlicht.
Passend zum Text des Songs, das das „Herunterkommen“ und „ruhiger werden“ thematisiert, hat die Band eine 10-Sekündige Pause beim Vortrag beim Eurovision Song Contest abgehalten. Mit 153 Punkten erreichte der Song schließlich den 11. Platz in der Endauswertung.

## Chartplatzierungen
| ChartsChartplatzierungen  | Höchstplatzierung | Wochen |
| ------------------------- | ----------------- | ------ |
| Niederlande (Media Markt) | 18 (10 Wo.)       | 10     |
| Österreich (Ö3)           | 65 (1 Wo.)        | 1      |